# Jan Jiráň
Jan Jiráň (* 2. února 1957 Praha) je český divadelní a filmový herec, hudebník, písničkář, režisér, kulturní publicista, býval také divadelní pedagog na DAMU.
Od roku 1987 je členem pražského Divadla Ypsilon. Koncem 80. let 20. století tvořil písničkářské duo s hercem a písničkářem Martinem Stropnickým. V současnosti vystupuje s hudební skupinou Botafogo, kterou založil.
Kromě své herecké a hudební činnosti se věnuje režii audioknih a také jejich dramatizaci (v roce 2015 získal cenu Asociace vydavatelů audioknih za mimořádný přínos). Významné je také jeho působení v oblasti kulturní publicistiky. V minulosti skládal scénickou hudbu (pro Studio Y, Naivní divadlo v Liberci, ABC ad.). 

## Diskografie

### LP desky s Martinem Stropnickým
- Hurá k šípku
- 1991 Nanečisto

### CD disky – vlastní tvorba
- 2006 Botafogo – Jan Jiráň
- 2009 Čekání na Kojota
- 2012 Todo

## Režie mluveného slova na CD
- 1992 – Čtyřlístek
- 1993 – Ve znamení hada
- 1994 – Zmatky Hanuše Hanuše
- 1995 – Ve znamení ryby
- 1996 – Medvídek Pú
- 1997 – Klapzubova jedenáctka
  - Zátiší Medvídka Pú
- 1998 – Neohrožený Mikeš
- 1999 – Kocourek Modroočko
  - Koukám okem malíře
- 2001 – Medvídek Pú a Tygr
  - Harry Potter a Kámen mudrců
- 2002 – O zvědavém štěňátku
- 2003 – Alchymista
  - Číslo do nebe
- 2004 – J.R.R.Tolkien: Pohádky
- 2005 – Děti z Bullerbynu
  - Autopohádky
  - Vánoce v Bullerbynu
- 2007 – Bajky i nebajky
- 2008 – Kouzelný kalendář
  - Moja a páv
  - Boříkovy lapálie
  - Muž, který sázel stromy
- 2009 – E.A.Poe: 4 povídky
  - Adresát neznámý
  - Návrat z prázdnin a jiné Mikulášovy patálie
  - Moja, Tatu a tiplíci
- 2010 – Tracyho tygr
  - Poslední promítač ze Sudet
  - J.Masopust – Povídky z prvního a druhého poločasu
- 2011 – Babička
  - Pohádka o Raškovi
  - Pošta v zoo
  - Opičí král
  - Pučálkovic Amina
  - Straka v říši entropie
- 2012 – Stříbrní Chilané
  - Tatínek není k zahození

- 2013 – Tatínek 001
  - Prodaná nevěsta (Nebojte se klasiky!)
  - Rusalka (Nebojte se klasiky!)
  - Kouzelná flétna (Nebojte se klasiky!)
  - Carmen (Nebojte se klasiky!)
  - Emil a detektivové
  - Pohádky pana přednosty
  - Deník malého poseroutky 1
- 2014 – Deník malého poseroutky 2
  - Zlá minuta
  - Opičí král 4 CD
  - Lazebník Sevillský (Nebojte se klasiky!)
  - Turandot (Nebojte se klasiky!)
- 2015 – Příběhy památných stromů
  - Boříkovy bláznivé lapálie
  - Pišlické příběhy
  - Traviata (Nebojte se klasiky!)
  - Nápoj lásky (Nebojte se klasiky!)
- 2016 – O rackovi a kočce, která ho naučila létat
  - Pohrátky
  - Kdo je na světě nejmocnější?
  - Deník malého poseroutky – Psí život
  - Můj strýc Odysseus[1]
- 2017 – Dáma, která měla ráda čisté záchodky
  - Malevil
  - 451 stupňů Fahrenheita
  - Kouzelný měsíc
  - Deník malého poseroutky – Ošklivá pravda
  - Kouzlení vše nezmění
- 2018 – Pětadvacet tisíc dnů vzpomínek
  - Starý sad
  - Deník malého poseroutky – Ponorková nemoc
  - Don Giovanni (Nebojte se klasiky!)
  - Její pastorkyňa (Nebojte se klasiky!)
  - 2019 – Prodloužená jízda
  - Deník malého poseroutky – Páté kolo u vozu
  - Kryštofova myš
  - Ilustrovaný muž
  - Jakobín (Nebojte se klasiky!)
  - Porgy a Bess (Nebojte se klasiky!)
- 2020 – Losos v kaluži
  - Šantaram
- 2021 – Slůňadla
- 2022 – Valentýnka a narozeniny
- Jsem tu omylem

## Dramatizace audionahrávek
- Cyklus Nebojte se klasiky! (12 CD)
- Alchymista
- Kouzelný kalendář
- Tracyho tygr
- Pohádka o Raškovi
- Babička
- Opičí král
- Pučálkovic Amina
- Emil a detektivové
- Dáma, která měla ráda čisté záchodky
- Můj strýc Odysseus
- Malevile
- 451 stupňů Fahrenheit
- Šantaram

## Vlastní tvorba pro audionahrávky
- Zmatky Hanuše Hanuše (společně s Marianem Pallou)
- Ve znamení ryby (společně s Marianem Pallou)
- Stříbrní Chillané (českou uličkou ke stříbru)
- Koukám okem malíře (Písničky z pohádek)

## Ocenění
2015 Zvláštní cena Asociace vydavatelů audioknih za mimořádný přínos, podporu a rozvoj audioknih v ČR

## Filmografie, výběr
- 1992 Kačenka a strašidla
- 1992 Kačenka a zase ta strašidla
- 2000 Otesánek
- 2005 Restaurace U prince
- 2006 100+1 princezna
- 2013 Donšajni

## Seriály
- 1995 Život na zámku
- 1998 Na lavici obžalovaných justice
- 2001 Šípková Růženka
- 2001 Duch český
- 2022 Životní styl První republiky[3]

## Televizní pořady
- Dnes večer s divadlem
- Čin čin
- Kouzelná školka
- Legenda Studio Ypsilon
- Letopísně
- Pražský Montmartre
- Pohádky naruby
- V Praze bejvávalo blaze
- Žofín, ostrov vzpomínek
- Bakaláři, 1999
- Banánové rybičky
- Všechnopárty (2018, 2020)
- 7 pádů Honzy Děda (2021)

## Dramatická a inscenační tvorba
- 2017 Carmen y Carmen

## Autor divadelní hudby
- Sebevrah (Divadlo Ypsilon)
- Bůh (Divadlo Ypsilon)
- Správce (Divadlo Ypsilon)
- Franz K. je z Prahy
- Malý Alenáš (Naivní divadlo Liberec)
- Obr Gargantura (Naivní divadlo Liberec)
- Popelka (Naivní divadlo Liberec)
- Zachýsek Rumělka (Naivní divadlo Liberec)
- Romeo dnes večer, Julie (Divadlo Ypsilon)
- Nadsamec Jarry (Divadlo Ypsilon)
- Doupě
- Mlýny, které nás spojují
- Tři mušketýři (Divadlo Ypsilon)
- Sestup Orfeův (Divadlo Mladá Boleslav, Divadlo ABC)
- Sněhurka na trampolíně

## Knihy
- 1992 Slabikář (Společný jmenovatel Ypsilon)
- 1994 Ve znamení Hada, napsal společně s Marianem Pallou, patří do sci-fi.[4]
- 1997 Vlak do Santa Fé, společně s Jiřím Lábusem a Oldřichem Kaiserem
- 1997 Kabinet smíchu (Almanach literárního humoru)
- 2016 Opičí král
- 2020 Opičí král (ve verších)
- 2021 Nebojte se opery (společně s Robertem Rytinou)
- 2021 Opičák SUN

## Publicistika
- Rádio na polštář (vysílání pro děti, Český rozhlas)
- Domino (vysílání pro děti, Český rozhlas)
- 1997 – 1999 Salón (kulturní magazín České televize)

## O tvorbě Jana Jiráně
- Botafogo – Babylon ČT Ostrava (medailonek kapely Botafogo)[5]
- Botafogo – Pozdní sběr (Česká televize)[6]
- Všechnopárty (Česká televize, duben 2018)[7]
- Všechnopárty (Česká televize, březen 2020)[8]
- Rozhovor s Janem Jiráněm v rozhlasovém pořadu Blízká setkání (ČRo Dvojka, září 2020)[9]